# Never Again (film, 1915, Sidney)
Pour les articles homonymes, voir Never Again.
Pour plus de détails, voir Fiche technique et Distribution.
Never Again est un film américain réalisé par Scott Sidney, sorti en 1915.

## Fiche technique
- Titre original : Never Again
- Réalisation : Scott Sidney
- Producteur : Thomas H. Ince
- Société de production : Kay-Bee Pictures
- Société de distribution : Mutual Film
- Pays d'origine :  États-Unis
- Langue originale : anglais
- Format : noir et blanc — 35 mm — 1,37:1 — Film muet
- Genre : Comédie
- Durée : 20 minutes
- Dates de sortie : États-Unis : 22 septembre 1915
- Licence : Domaine public

## Distribution
- Leona Hutton : Ellen Watts
- Harry Keenan : M. Davis
- Shorty Hamilton : l'agent des chemins de fer
- Virginia Philley Withey : Mme Davis